# Oscar Malmbrandt
Oscar Malmbrandt   (17 d'octubre de 1903 - 30 de maig de 1987), a vegades escrit Malmbrant, va ser un atleta suec, especialista en el llançament de martell, que va competir durant la dècada de 1930.
En el seu palmarès destaca una medalla de bronze en el llançament de martell al Campionat d'Europa d'atletisme de 1938, rere els alemanys Karl Hein i Erwin Blask, i el campionat nacional de martell de 1932.

## Millors marques
- Llançament de martell. 52,93 metres (1936)[1]